# Rozpoznanie pomiarowo-badawcze
Rozpoznanie pomiarowo-badawcze (MASINT – measurement and signature intelligence) – rozpoznanie, polegające na analizie danych i informacji, otrzymywanych za pomocą czujników pomiarowych w celu określenia wszelkich cech charakterystycznych rozpoznawanego obiektu, pomiar jego parametrów i identyfikację.
Obejmuje techniczne analizy ilościowe oraz jakościowe parametrów i cech charakterystycznych (np. kąty, charakterystyki przestrzenne, długość fal, częstotliwość, rodzaj modulacji itp.) urządzeń promieniujących energię. Na podstawie tych analiz możliwa jest identyfikacja źródeł, nadajników oraz urządzeń promieniujących. W jego skład wchodzi rozpoznanie:
- ACINT (Acoustical Intelligence) – akustyczne,
- RADINT (Radar Intelligence) – radiolokacyjne,
- RINT (Unintentional Radiation Intelligence) – radiacyjne (niezamierzone),
- IRINT (Infrared Intelligence) – podczerwieni,
- CBNINT (Chemical and Biological Intelligence) – chemiczne i biologiczne,
- DEWINT (Directed Energy Weapons Intelligence) – broni wiązkowej (energii kierowanej),
- NUCINT (Nuclear Intelligence) – nuklearne,
- EMPINT (Electromagnetic Pulse Intelligence) – impulsu elektromagnetycznego,
- ELECTRO-OPTINT (Electro-optical Intelligence) – elektro-optyczne,
- LASINT (Laser Intelligence) – laserowe.